# Hemicharilaus brunneri
Hemicharilaus brunneri is een rechtvleugelig insect uit de familie Charilaidae. De wetenschappelijke naam van deze soort is voor het eerst geldig gepubliceerd in 1899 door Saussure.